# Parthenodes gangeticalis
Parthenodes gangeticalis là một loài bướm đêm trong họ Crambidae.